# Майборода Сергій Сергійович
Сергій Сергійович Майборода (нар. 21 листопада 1997) — український футболіст, півзахисник і нападник.

## Кар'єра гравця
Син Сергія Майбороди. Вихованець молодіжної академії донецького «Олімпіка». У 2016 році перейшов до луганської «Зорі», де з часом став ключовим гравцем дублюючого складу. У першій половині грудня 2017 року генеральний директор луганської «Зорі» Сергій Рафаїлов заявив, що Сергію Майбороду будуть поступово «підтягувати до основного складу». Не забарився й дебют талановитого півзахисника. Сталося це 24 вересня 2017 року в нічийному (1:1) виїзному поєдинку 10-го туру Прем'єр-ліги проти полтавської «Ворскли». Сергій вийшов на поле на 83-й хвилині, замінивши Артема Громова. У грудні 2017 року разом з іншими гравцями молодіжного складу відправився на міжсезонний турецький збір разом з першою командою луганчан.

## Стиль гри
|  | Майборода здатний не тільки виконувати свої безпосередні функції в центрі поля, але й при цьому досить регулярно залишає автографи у воротах опонентів,... володіючи таким якісним симбіозом, як вміння зіграти на атаку, завершити її і при цьому допомагати партнерам при веденні оборонних дій. |